# Krusza Duchowna
Krusza Duchowna [pronunciación en polaco: /ˈkruʂa duˈxɔvna/] (en alemán: Lindenthal) es un pueblo ubicado en el distrito administrativo de Gmina Inowrocław, dentro del Distrito de Inowrocław, Voivodato de Cuyavia y Pomerania, en el norte de Polonia central. Se encuentra aproximadamente a 7 kilómetros al sur de Inowrocław, a 43 kilómetros al suroeste de Toruń, y a 46 kilómetros al sur de Bydgoszcz.